# Edgar Miles Bronfman junior

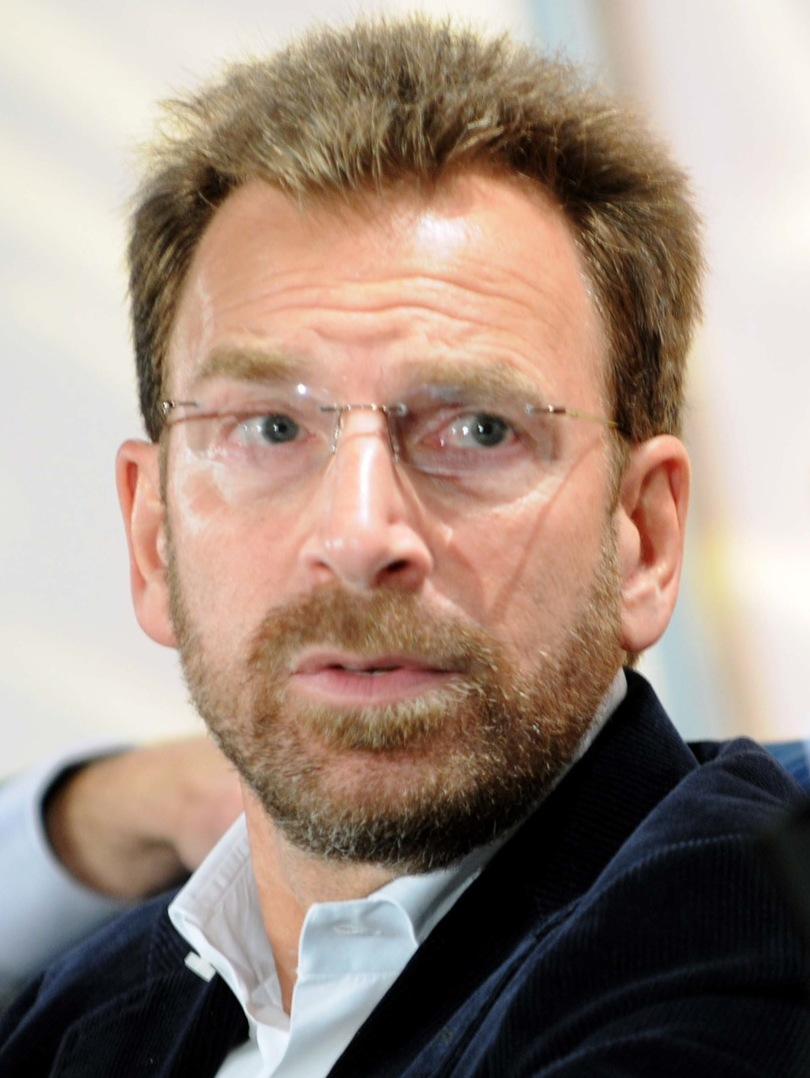
Edgar Miles Bronfman junior

Edgar Miles Bronfman junior (* 16. Mai 1955 in New York City) ist ein Unternehmer (Seagram, Vivendi Universal) sowie ein Filmproduzent und Songwriter. Er ist Geschäftsführer von Endeavor.

## Familie
Edgar Bronfman ist eines der fünf Kinder von Edgar Miles Bronfman senior und Ann Loeb und ein Enkel von Samuel Bronfman. 1979 heiratete er Sherry Brewer, das Paar ließ sich 1991 scheiden. 1993 folgte die Heirat mit Clarissa Alcock. Er hat einen Sohn namens Benjamin.

## Leben
1973 begann Bronfman eine Songwriter-Karriere unter den Pseudonymen Junior Miles und Sam Roman.
1982 produzierte er den Film „The Border“, der ein Flop war. 1994 wurde er der Präsident von Seagram und war federführend bei der Schaffung des Großkonzerns Vivendi Universal, deren stellvertretender Vorsitzender er auch war. Im Jahr 2004 kaufte er mit einem Investoren-Konsortium die Warner Music Group und begann mit der Sanierung des Unternehmens durch einen massiven Stellenabbau von etwa 20 Prozent.